# Bence Dárdai
Bence Dárdai (* 24. ledna 2006) je maďarský profesionální fotbalista, který hraje na pozici záložníka za německý klub VfL Wolfsburg. Narodil se v Německu, ale hraje za maďarský národní tým.

## Klubová kariéra

### Hertha
Dárdai je odchovancem Herthy BSC a s jejich A-týmem začal trénovat v roce 2023 na základě smlouvy do roku 2024. Svůj profesionální debut za Herthu si odbyl dne 29. července 2023 jako pozdní náhradník při prohře 1:0 s Fortunou Düsseldorf ve 2. Bundeslize. Svůj debut absolvoval po boku svých 2 bratrů a trénoval ho jeho otec.

### Wolfsburg
Dne 4. června 2024 podepsal Dárdai dlouholetou smlouvu s VfL Wolfsburg. Dne 31. srpna 2024 odehrál svůj první bundesligový zápas při vítězství 2:1 nad Holstein Kiel ve 2. kole sezóny 2024/25. Dárdai vstoupil na hřiště jako náhradník za Tiaga Tomáse v 80. minutě. Dne 2. listopadu 2024 byl zařazen do základní sestavy při remíze 1:1 s FC Augsburg.

## Reprezentační kariéra
Na Mistrovství Evropy ve fotbale do 17 let 2023, které se konalo v rodné zemi jeho otce Maďarsku, úspěšně vstřelil druhou penaltu, když Německo porazilo Francii 5:4 na penalty ve finále.
Dne 21. února 2025 schválila FIFA žádost Dárdaie o hraní za Maďarsko.
Dne 10. března 2025 byl povolán do reprezentace Maďarska na zápas proti Turecku v baráži Ligy národů UEFA 2024/25. V rozhovoru pro Nemzeti Sport řekl, že nezáleží na tom, na jaké pozici, ale chce hrát za Maďarsko. Dne 19. března 2025 bylo oznámeno, že se spolu s Rolandem Sallaiem zranil; proto se nepřipojil k týmu, který cestoval do Turecka. Svůj debut si odbyl v odvetě jako člen základní sestavy.

## Osobní život
Dárdai je synem maďarského trenéra a bývalého fotbalisty Pála Dárdaie a mladším bratrem fotbalistů Palkó a Mártona Dárdaie. Benceův dědeček byl také fotbalistou a trenérem, rovněž se jmenoval Pál Dárdai. Časopisem Nemzeti Sport bylo odhaleno, že bratři Dárdaiovi (Márton a Bence) by mohli být prvními bratry, kteří hrají ve stejnou dobu za národní tým po od dob bratrů Vincových (Ottó a Gábor).

## Statistiky

### Klubové
Platí k zápasu hranému 17. května 2025.
| Klub              | Sezóna            | Liga                 | Liga   | Liga | Národní pohár | Národní pohár | Ostatní | Ostatní | Celkově | Celkově |
| Klub              | Sezóna            | Soutěž               | Zápasy | Góly | Zápasy        | Góly          | Zápasy  | Góly    | Zápasy  | Góly    |
| ----------------- | ----------------- | -------------------- | ------ | ---- | ------------- | ------------- | ------- | ------- | ------- | ------- |
| Hertha BSC II     | 2023/24           | Regionalliga Nordost | 4      | 0    | —             | —             | —       | —       | 4       | 0       |
| Hertha BSC        | 2023/24           | 2. Bundesliga        | 8      | 0    | 1             | 0             | 0       | 0       | 9       | 0       |
| VfL Wolfsburg     | 2024/25           | Bundesliga           | 21     | 1    | 4             | 0             | —       | —       | 25      | 1       |
| Celkově v kariéře | Celkově v kariéře | Celkově v kariéře    | 33     | 1    | 5             | 0             | 0       | 0       | 38      | 1       |

### Reprezentační
Platí k zápasu hranému 10. června 2025.
| Národní tým | Rok     | Zápasy | Góly |
| ----------- | ------- | ------ | ---- |
| Maďarsko    | 2025    | 3      | 0    |
| Celkově     | Celkově | 3      | 0    |

## Úspěchy
Německo U17
- Mistrovství Evropy ve fotbale do 17 let: 2023